# Römermuseum Vallon

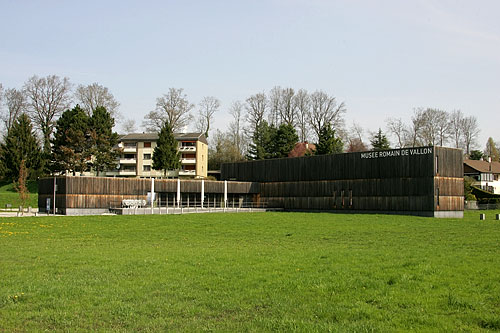
Vorderseite des Römermuseums Vallon

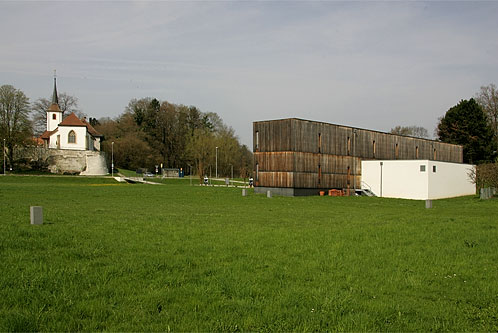
Rückseite des Museums

Das Römermuseum Vallon (französisch Musée romain de Vallon) im Freiburger Broyebezirk ist ein archäologisches Museum, das über einer Fundstelle erbaut wurde.

## Lage
Das Römermuseum befindet sich fünf Kilometer nördlich von Payerne und sechs Kilometer westlich von Avenches (in der Römerzeit Hauptstadt von Helvetien) auf dem Boden der Gemeinde Vallon FR. Es ist per Bus an den Öffentlichen Verkehr angeschlossen.

## Geschichte der Ausgrabungen
Beim Bau einer Wasserleitung fanden Bauarbeiter am 16. Dezember 1970 Reste von Ziegeln aus der Römerzeit. Bei weiteren Bauarbeiten für einen geplanten Hausbau zwischen Herbst 1981 und Frühling 1982 stiess man auf Überreste einer römischen Villa und einer Strasse aus der Römerzeit. Daher begannen Archäologen mit Grabungen und entdeckten in den folgenden Jahren unter anderem ein gut erhaltenes Bodenmosaik, das Bacchus und Ariadne darstellt. Bei weiteren Ausgrabungen im Mai und Juni 1985 fand man ein Mosaik mit einer Darstellung eines Gladiators. Daher wurde die Ausgrabungsstätte im Jahr 1986 unter Schutz gestellt.

## Das Objekt
Der römische Gutshof in Form eines L hatte eine Fläche von 160 mal 20 Meter und bestand aus mehreren Gebäuden. Vor dem Gutshof waren in der Römerzeit zeitweise ein Park und ein Garten. Das Objekt ging in der Zeit der Völkerwanderung unter und verfiel.

## Das Museum
Das Museum wurde am 27. Oktober 2000 eröffnet. Es wurde an der gleichen Stelle errichtet, auf der ehemals der Gutshof aus der Römerzeit stand. Und beherbergt nebst den beiden Bodenmosaiken Reste eines Portals und weitere Fundstücke. Im zweistöckigen Gebäude findet man einerseits eine Dauerausstellung, andererseits auch temporäre Ausstellungen zu verschiedenen Themen. Im Museum findet sich auch ein Modell, das den damaligen Gutshof zeigt. Aquarelle zeigen Entwicklung und Untergang des Gutshofs.

## Finanzierung
Die Ausgaben werden durch Eintrittspreise und die Beiträge durch den Unterstützerverein Association des Amis du Musée romain de Vallon gedeckt.